# قانون هاک
قانون هاک (به انگلیسی: Hack's law) یک رابطه تجربی میان طول روانه و حوضه زهکشی آن است. اگر L طول بزرگ‌ترین روانه در حوضه و A مساحت حوضه باشد، آن‌گاه قانون هاک به شکل زیر بیان می‌شود.
{\displaystyle L=CA^{h}\ }
که در آن مقدار C ثابت و توان h در بیشتر حوضه‌ها اندکی کمتر از ۰/۶ در نظر گرفته می‌شود. نکته قابل توجه این است که مقدار h از منطقه‌ای به منطقه دیگر متفاوت است و در حوضه‌های بزرگ‌تر اندکی کاهش می‌یابد (حوضه‌های بزرگ‌تر از ۲۰/۷۲۰ کیلومترمربع). به طور نظری مقدار  h = ۴/۷ ≈ ۰/۵۷۱ برای توان به دست آمده است.